# (5050) Doctorwatson
(5050) Doctorwatson est un astéroïde de la ceinture principale.
Il doit son nom au personnage de fiction, le Docteur Watson de Sherlock Holmes, imaginé par Arthur Conan Doyle (1859-1930).

## Description
(5050) Doctorwatson est un astéroïde de la ceinture principale. Il fut découvert le 14 septembre 1983 à la station Anderson Mesa par Edward L. G. Bowell. Il présente une orbite caractérisée par un demi-grand axe de 2,40 UA, une excentricité de 0,12 et une inclinaison de 0,9° par rapport à l'écliptique.

## Compléments